# Каталымов, Борис Николаевич
Борис Николаевич Каталымов (13 июня 1932, с. Луньга-Майдан, Мордовская АССР — 1 февраля 2013, Казахстан) — советский и казахстанский шахматист. По профессии — геолог.
Один из вариантов сицилианской защиты, назван в его честь (вариант Каталымова).

## Карьера
Спортивная карьера растянулась на долгие годы: в 50-60 годы молодой тогда шахматист успешно конкурировал со «старой гвардией» во главе с А. Г. Уфимцевым, в 70-80-х — с М. А. Мухиным, Е. Ю. Владимировым, Н. Н. Рашковским, С. Б. Темирбаевым, в 90-е уже передавал свой опыт представителям молодой волны — В. И. Ткачеву, П. М. Коцуру, Д. К. Садвакасову, М. Кажгалееву.
Победитель чемпионатов Казахской ССР: 1958 (совместно с И. Голяком), 1960 и 1961.
В составе сборной Казахской ССР участник 6-и чемпионатов СССР между командами союзных республик (1959, 1963—1975). В составе сборной Казахстана участник 11-го командного чемпионата Азии (1995) в Сингапуре.
В конце 90-х — начале 2000-х годов Каталымов успешно выступал на чемпионатах мира среди ветеранов, а в 1996 году стал серебряным призёром.
Больших успехов достиг он и на тренерском поприще. Его ученики выигрывали республиканские и международные турниры, входили в состав сборной Казахстана.

## Изменения рейтинга
| Графики недоступны из-за технических проблем. См. информацию на Фабрикаторе и на mediawiki.org. |